# Muzeum Historii Sił Obronnych Izraela
Muzeum Historii Sił Obronnych Izraela (hebr. מוזיאון בתי האוסף לתולדות צה"ל, Batey Haosef Museum) jest położone na obrzeżach osiedla Newe Cedek w Tel Awiwie, w Izraelu. Muzeum zajmuje się historią wojskowości państwa Izraela, i obejmuje historię żydowskiego podziemia w okresie Mandatu Palestyny oraz Siły Obronne Izraela. Muzeum jest jednostką Ministerstwa Obrony.

## Historia
Podstawy pod muzeum zostały założone w 1959 po decyzji premiera Izraela Dawida Ben Guriona o potrzebie utworzenia Muzeum Historii Sił Obronnych Izraela.
W następnych latach trwały prace zbierania różnych eksponatów broni przechowywanych w magazynach wojskowych w całym kraju. Gromadzono je razem z licznymi dokumentami i archiwaliami na terenie bazy wojskowej. Równolegle prowadzono zbiórkę pamiątek od społeczeństwa. Z okazji uroczystości 40. rocznicy uzyskania niepodległości przez państwo Izraela w 1988 postanowiono udostępnić dla publiczności tymczasową ekspozycję muzealną. Oficjalne otwarcie muzeum nastąpiło w 1991. Muzeum urządzono w budynkach dawnej stacji kolejowej Jafa.

## Zbiory muzeum

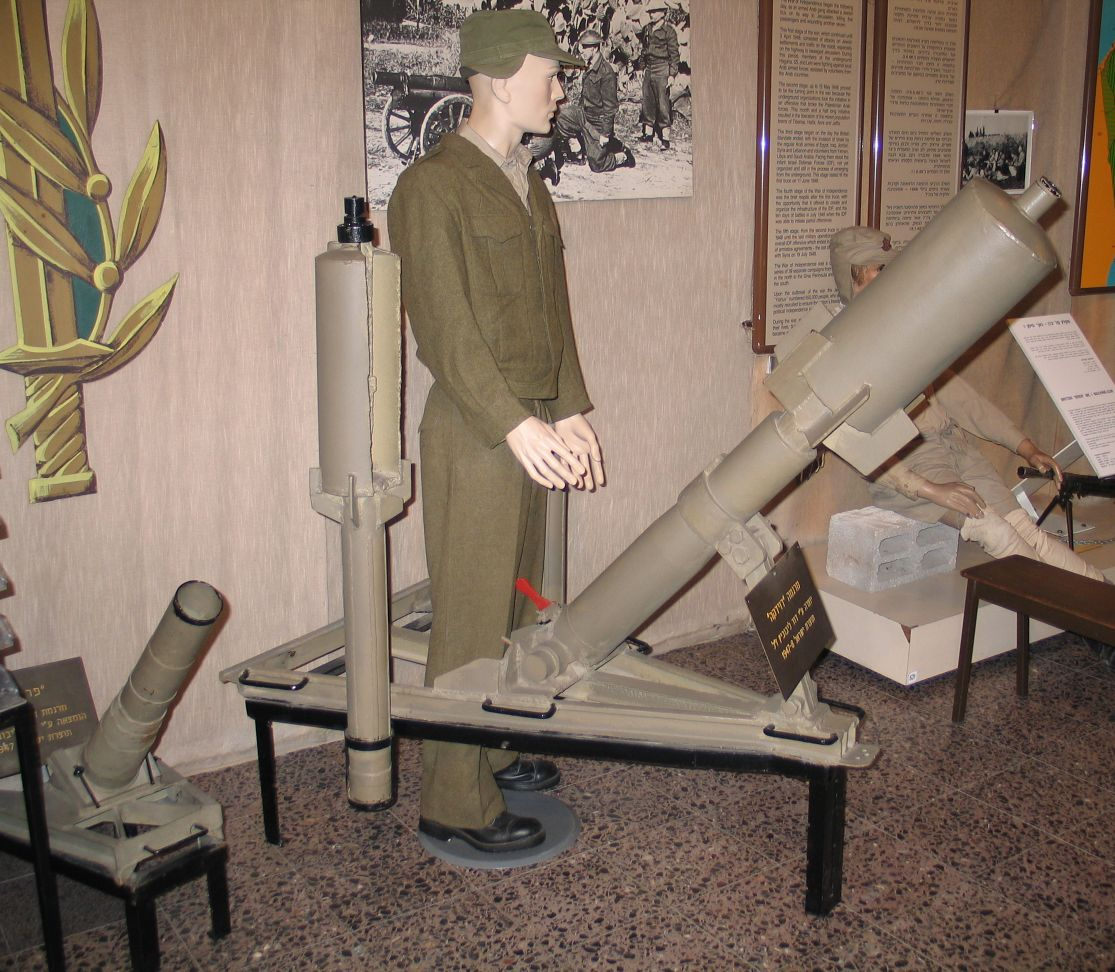
Domowej roboty moździerz „Davidka” używany w 1948 w Safedzie i Jerozolimie

Muzeum prezentuje sprzęt wojskowy, który znajdował się na wyposażeniu wojsk lądowych armii izraelskiej. Ekspozycje znajdują się w budynkach muzealnych oraz na wolnej przestrzeni.
Można tu zobaczyć całą broń palną używaną przez izraelskich żołnierzy na przestrzeni lat, w tym pistolety i karabiny (m.in. Uzi, Galil, Negev i Tabor). Ekspozycja broni artyleryjskiej prezentuje różne armaty i moździerze, w tym pierwsze izraelskie egzemplarze domowej roboty (m.in. armata 65 mm armata górska mle 1906). Licznie prezentowana jest broń pancerna, pokazująca pierwsze opancerzone pojazdy, którymi usiłowano przełamać blokadę Jerozolimy w 1948, oraz najnowocześniejsze transportery opancerzone i czołgi Merkawa. Wystawa prezentuje także sprzęt wojskowy zdobyty podczas wojen z państwami arabskimi (m.in. wyrzutnie rakietowe Katiusza i przeciwpancerne pociski kierowane Sagger).
W osobnych budynkach umieszczono ekspozycje pokazujące historię rozwoju izraelskich sił zbrojnych. Ekspozycje są bogato ilustrowane fotografiami oraz dokumentami historycznymi. Specjalny pawilon jest poświęcony broni wykorzystywanej przez organizacje terrorystyczne. W muzeum znajduje się biblioteka. Organizowane są liczne warsztaty dla młodzieży i zorganizowanych grup.